# Umbrien
Umbrien (italienisch Umbria) ist eine Region Italiens, die zwischen der Toskana, Latium und den Marken liegt. Sie umfasst eine Fläche von 8456 km², wobei 6334 auf die Provinz Perugia und 2122 km² auf die Provinz Terni entfallen. Umbrien hat 853.068 Einwohner (Stand 31. Dezember 2023), die sich auf 92 Kommunen verteilen. Hauptstadt ist Perugia.
Es ist die einzige Region Italiens, die weder eine Meeresküste noch eine Grenze zum Ausland hat. Umbrien birgt den viertgrößten See Italiens, den Trasimenischen See (128 km²), und erheblich kleinere wie den Lago di Piediluco (10,5 km²) oder den Lago di Corbara (1,58 km²). Durch Umbrien fließt der Fluss Tiber, der fast alle Gewässer der Region aufnimmt; die nächstlängsten Flüsse sind die Nera mit einer Länge von 116 km, der Chiascio (82 km) und der Topino (77 km) sowie der Nestore (64 km). Umbrien besteht zu etwa 70 % aus Hügellandschaften, 29,3 % des Gebietes wird von Gebirgen eingenommen. Der höchste Berg ist die Cima del Redentore, deren 2446 m hoher Gipfel auf der Grenzlinie mit der Region Marken liegt.
Neben der Hauptstadt Perugia mit über 166.000 Einwohnern sowie Terni mit über 111.000 fällt die nächstgrößte Gemeinde Foligno mit über 57.000 Einwohnern bereits weit ab. Es folgen Città di Castello (40.000), Spoleto (über 38.000), Gubbio (mehr als 32.000), Assisi (über 28.000), Bastia Umbra (knapp 22.000), Orvieto (rund 21.000), Marsciano (knapp 19.000) und Todi (knapp 17.000).
Der Name der Region geht auf die Umbrer zurück, das erste namentlich bekannte Volk des Gebietes.

## Geografie

### Lage, Ausdehnung und Grenzen
Umbrien, die einzige Region Italiens, die weder am Meer liegt noch eine Grenze zum Ausland hat, befindet sich auf der Apenninhalbinsel in Mittelitalien und grenzt an die Regionen Toskana im Nordwesten, Marken im Nordosten und Latium im Süden. Von der Gesamtfläche von 8456 km² entfallen 29,3 % auf die Gebirge.

### Geologie und Landschaftsgliederung

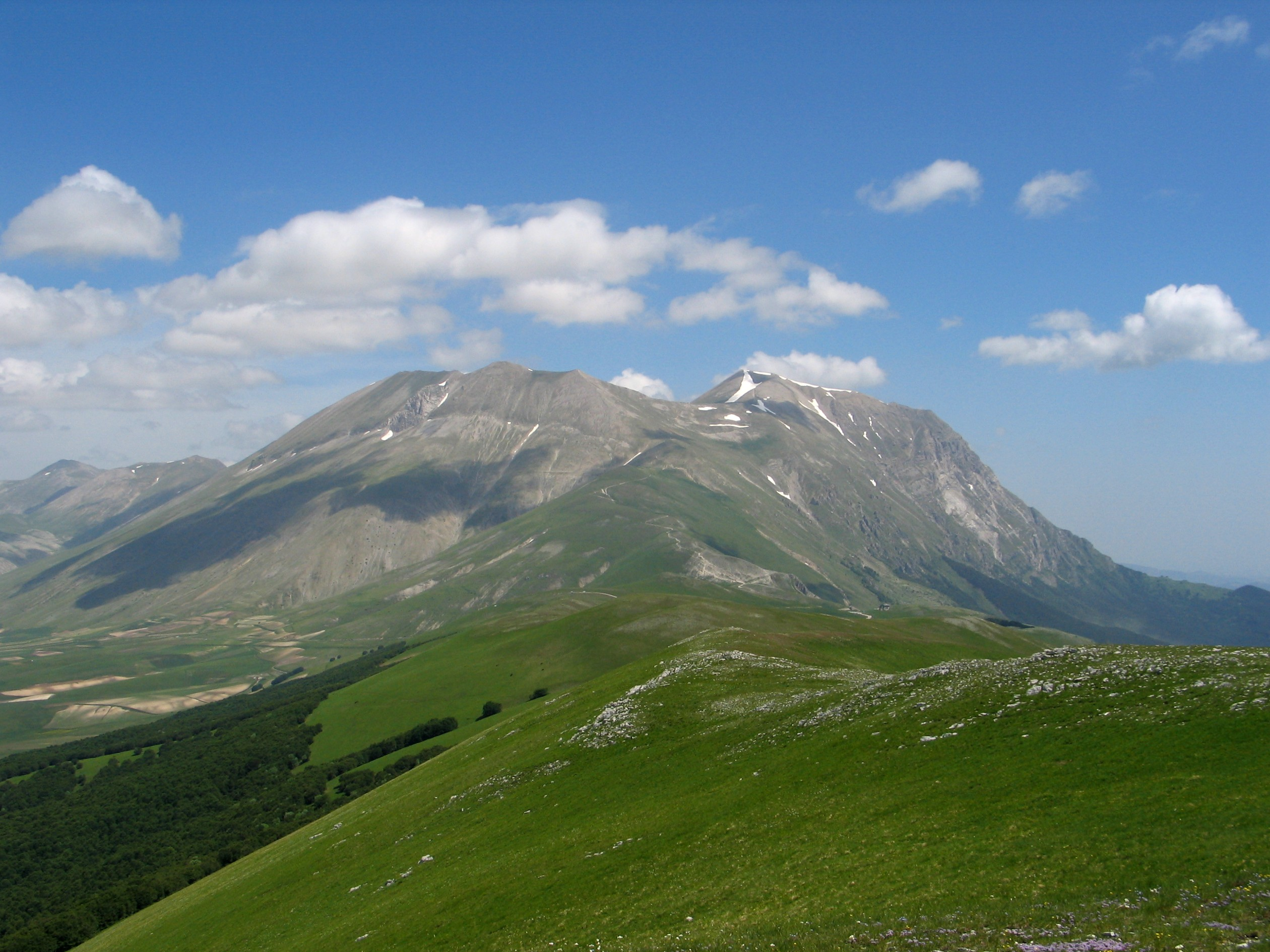
Südrücken des Monte Vettore

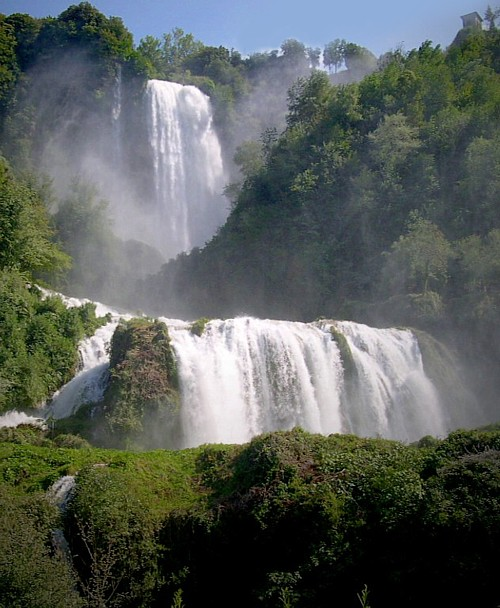
Cascata delle Marmore

Umbrien ist von ausgedehnten Bergrücken mit Weidewirtschaft und Ackerbau geprägt, von Beckenlandschaften und Tälern mit intensiver Landwirtschaft und den ausgedehnten Gebirgszügen des Umbrischen Apennins im Osten, der im Monte Vettore 2476 m erreicht. Dabei erstreckt sich der Umbrische Apennin von der Bocca Trabaria bis zur Forca Canapine, wobei er auch die Berge, wie den Monte Catria, Pennina und Vettore umfasst.
Entlang der Grenze zu den Marken erhebt sich eine Reihe von Bergrücken, von denen der östlichste sich von der Serra di Burano (1020 m) über den Monte Cucco (1566 m) und den Monte Penna (1735 m) bis zur Valnerina erstreckt. Zu den höchsten Bergen dieses Gebietes zählen neben dem Monte Coscerno (1685 m) der Monte Patino (1884) und der Monte Pozzoni (1904 m).
Im Südosten befinden sich die Monti Sibillini, die über 2000 m aufragen. Dort beginnt der Nationalpark Monti Sibillini, der bis weit in die Marken reicht und ein Gebiet von 70.000 Hektar umfasst. Die höchste dieser Erhebungen ist die Cima del Redentore mit 2448 m. Benachbart sind die Bergketten um Gubbio und weiter südlich um Gualdo Tadino und Nocera Umbra. Sie sind Reste von Seen, die im Quartär zugeschüttet worden sind. Zu diesen zählt der riesige Tiberino-See, der sich von Sansepolcro bis Terni erstreckte. Weiter im Südwesten findet sich das Tal des Topino, von wo der Monte Subasio bis auf 1290 m aufsteigt.
Weiter südlich schließen sich die Monti di Folignate, dann die des Spoletino und der Valnerina Ternana an, von denen der Monte Brunette (1429 m), der Fionchi (1337 m) und der Solenne (1288 m) die höchsten Berge sind.
Westlich von diesen Bergketten befindet sich eine Hügel- und Ebenenlandschaft, die zu den alpinen Regionen in starkem Kontrast steht. Dabei sind die bedeutendsten Täler die des Tiber, der Umbrien von Città di Castello bis Todi durchfließt, dann das Valle Umbra, beides Täler, die seit langer Zeit das ökonomische Rückgrat Umbriens bilden.
An ihrem Rande wiederum erheben sich die Monti Martani mit dem Monte Martano (1094 m), der Torre Maggiore (1121 m), der die Conca Ternana beherrscht, ein ausgedehntes Tal mit einer Fläche von 650 km². Nördlich von Perugia schließen sich die Monti Perugini an, die allerdings deutlich niedriger sind. Der Monte Terzio erreicht 910 m, der Acuto 926 m.
An den Grenzen zur Toskana und zu Latium erhebt sich von Norden nach Süden eine Hügellandschaft, in der auch der Trasimenische See, der viertgrößte See Italiens, liegt, dann das Val di Chiana romana, das Val di Paglia und ein Teil des Tibertals am Fuß der Monti amerino-narnesi.

### Hydrographie
Umbrien verfügt über mehrere Flusssysteme: den lebhaften Oberlauf des Tiber, den aus dem zerklüfteten Apennin kommenden Topino, der sich mit dem durch weitgehend unbewohnte Flächen ziehenden Chiascio vereinigt, und die Nera, deren Tal (Valnerina) durch hügelige Landschaften geprägt ist. Nordwestlich der Hauptstadt Perugia, nahe der nördlichen Grenze, liegt der 128 km² große Trasimenische See.

### Biogeographie: Flora und Fauna, Schutzgebiete
Zwischen 2001 und 2011 sind nicht nur die Flächen der Bodenbearbeitung drastisch zurückgegangen – so wurden die Flächen mit Fruchtwechsel um 8 % vermindert, die der durchgängigen Nutzung ohne Weinanbau um 20 %, die von Winzern bearbeiteten Flächen um 18, die Weideflächen gar um 31 % –, sondern auch die Menge der Haustiere. So fiel die Zahl der Rinder und Kühe um 10 %, die der Schafe um 16 %.

## Verwaltungsgliederung

Die Provinzen der Region Umbrien

Zur Region Umbrien gehören die folgenden beiden Provinzen:
| Provinz bzw. Metropolitanstadt | Hauptstadt | ISO   | Gemeinden | Einwohnerzahl (31. Dezember 2023) | Fläche (km²) | Bevölkerungs- dichte (Einw./km²) |
| ------------------------------ | ---------- | ----- | --------- | --------------------------------- | ------------ | -------------------------------- |
| Perugia                        | Perugia    | IT-PG | 59        | 637.222                           | 6.334,09     | 101                              |
| Terni                          | Terni      | IT-TR | 33        | 215.846                           | 2.127,18     | 101                              |
| Umbrien                        | Perugia    | IT-55 | 92        | 853.068                           | 8.456,04     | 101                              |

## Geschichte

### Ur- und Frühgeschichte
Paläolithische Artefakte, die zeitlich etwa 500.000 bis 200.000 Jahre zurückreichen, sammeln sich fast ausschließlich im Archäologischen Nationalmuseum Umbrien in Perugia. Unter diesen befinden sich Steinwerkzeuge aus dem Grabungen am Monte Peglia, die von Neandertalern angefertigt wurden, deren Anwesenheit vor allem um Perugia, Norcia und Gubbio belegbar ist. In der älteren der beiden Schichten am Monte Peglia, die auf tropisches Klima hindeuten, fanden sich Überreste von Leptobos etruscus aus der Familie der Rinderartigen, Ursus etruscus aus der Familie der Bären, dann die Wolfsarten Canis etruscus und Canis arnensis, sowie Homotherium crematidens, eine Art der Säbelzahnkatzen. Um Perugia sind vor allem die Freilandstätten um Pila, San Martino in Colle, Badiola, Bosco und San Biagio della Valle zu nennen.
Um San Vito in Monte fanden sich Spuren des Homo sapiens, der, aus Afrika zugewandert und vor über 40.000 Jahren in Italien ansässig geworden, in Umbrien überwiegend erst im Epi-Gravettien (etwa 13.000 bis 11.000 v. Chr.) nachweisbar ist. Die bedeutendsten Überreste entdeckte man in den Höhlen von Tane del Diavolo.
Durch Zuwanderung gelangte die Bodenbearbeitung und die Viehhaltung aus dem Nahen Osten nach Italien. Diese Epoche, das Neolithikum oder die Jungsteinzeit, eine bäuerliche und viehhalterische Kulturengruppe, löste die bis in das 7. Jahrtausend v. Chr. dominierende Zeit der Jäger, Sammler und Fischer nach und nach ab. Die Neuankömmlinge brachten neben Getreide und Vieh Keramik mit; kennzeichnend ist zudem das Dorf. Aus dem Neolithikum ragen Fundstücke aus dem unterirdischen, labyrinthartigen Komplex der Pozzi della Piana bei Orvieto heraus, wo sich zwischen dem 6. und 5. Jahrtausend v. Chr. aus religiösen Gründen Gruppen aus weitem Umkreis versammelten.
Die Kupferzeit ist in Umbrien kaum belegt, sieht man vom Grab von San Biagio della Valle ab. Aus der Bronzezeit, eine Epoche, die durch eine starke hierarchische Gliederung der Gesellschaften geprägt war, sind die Funde aus der Höhle von Cetona hervorzuheben.
Aus protohistorischer Zeit ist die erste Bezeichnung des Siedlungsgebietes der Umbrer zwischen Etrurien und Adriaküste gelegen überliefert. Die Umbrer waren ein Stamm der Italiker und man nahm an, dass sie gegen 1200 v. Chr. eingewandert seien. Städte der Umbrer waren Ameria (Amelia), Ariminum (Rimini), Tifernum Tiberinum (Città di Castello), Asisium (Assisi), Iguvium (Gubbio), Interamna (Terni), Perusia (Perugia), Spoletium (Spoleto).

### Etrusker
Ab etwa 1000 v. Chr. verstärkte sich der etruskische Einfluss. Perusia war um 400 v. Chr. Mitglied des etruskischen Zwölfstädtebundes.

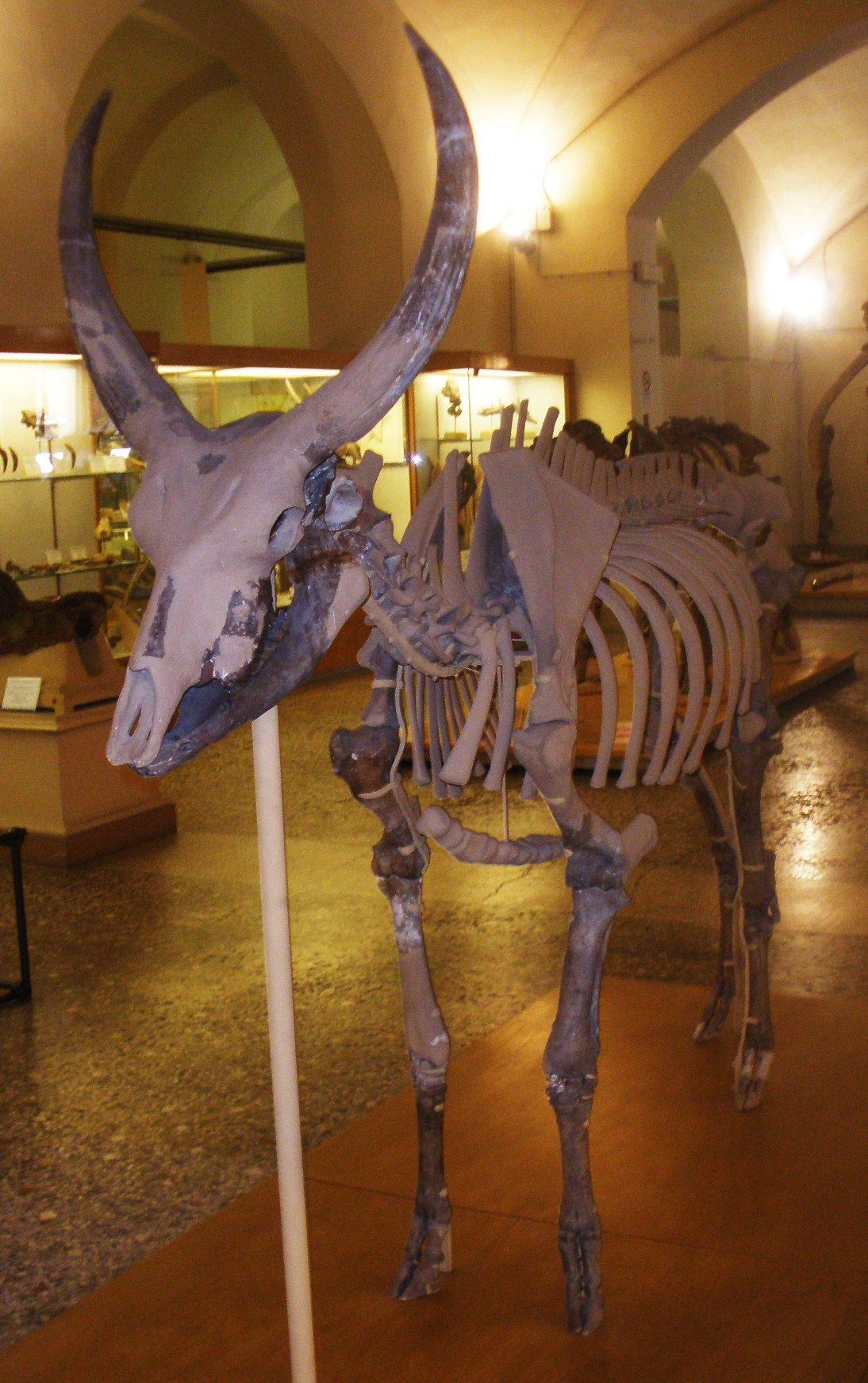
Leptobos etruscus, Archäologisches Museum Florenz
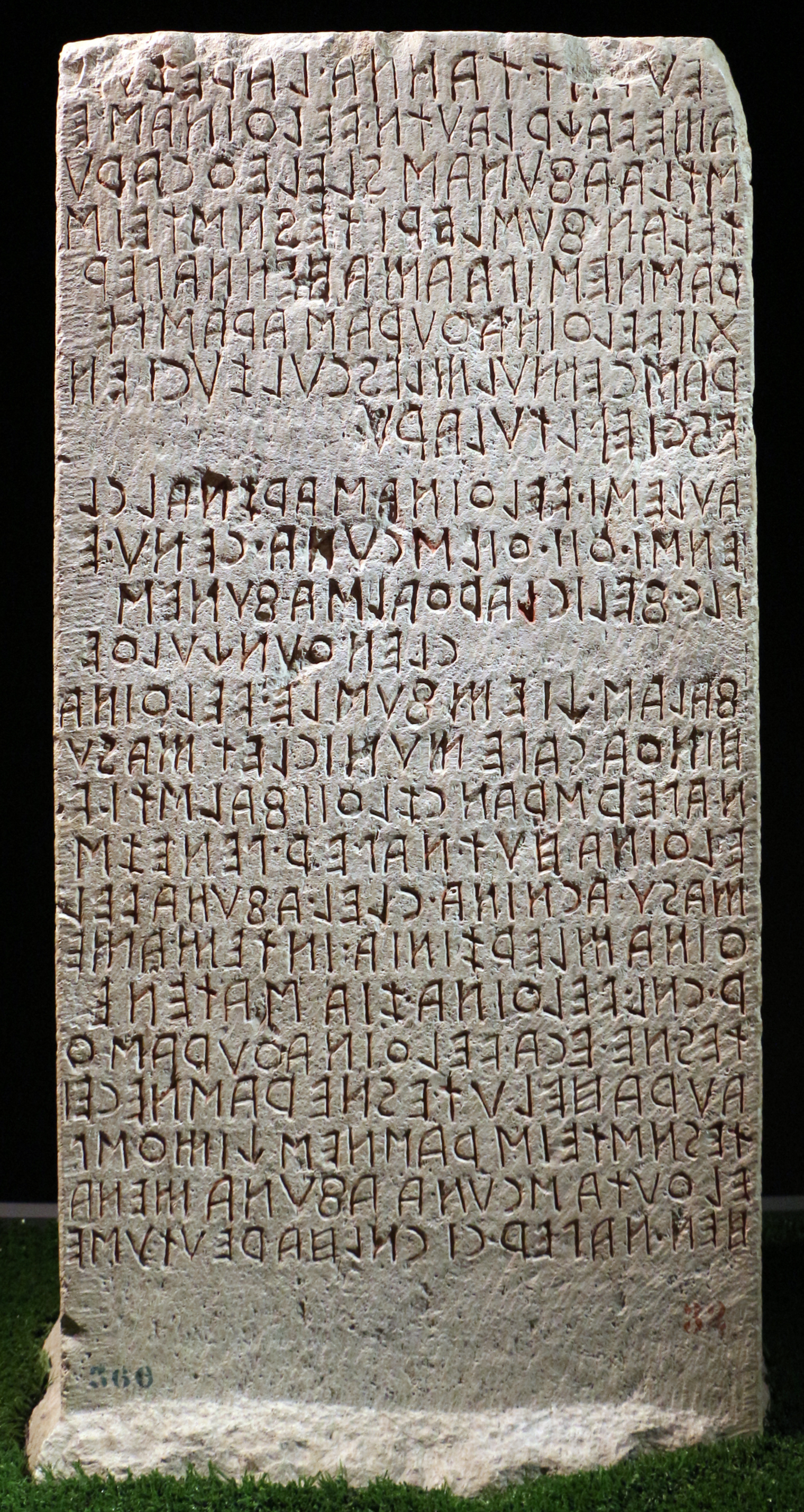
Der Perugia-Stein mit etruskischer Inschrift
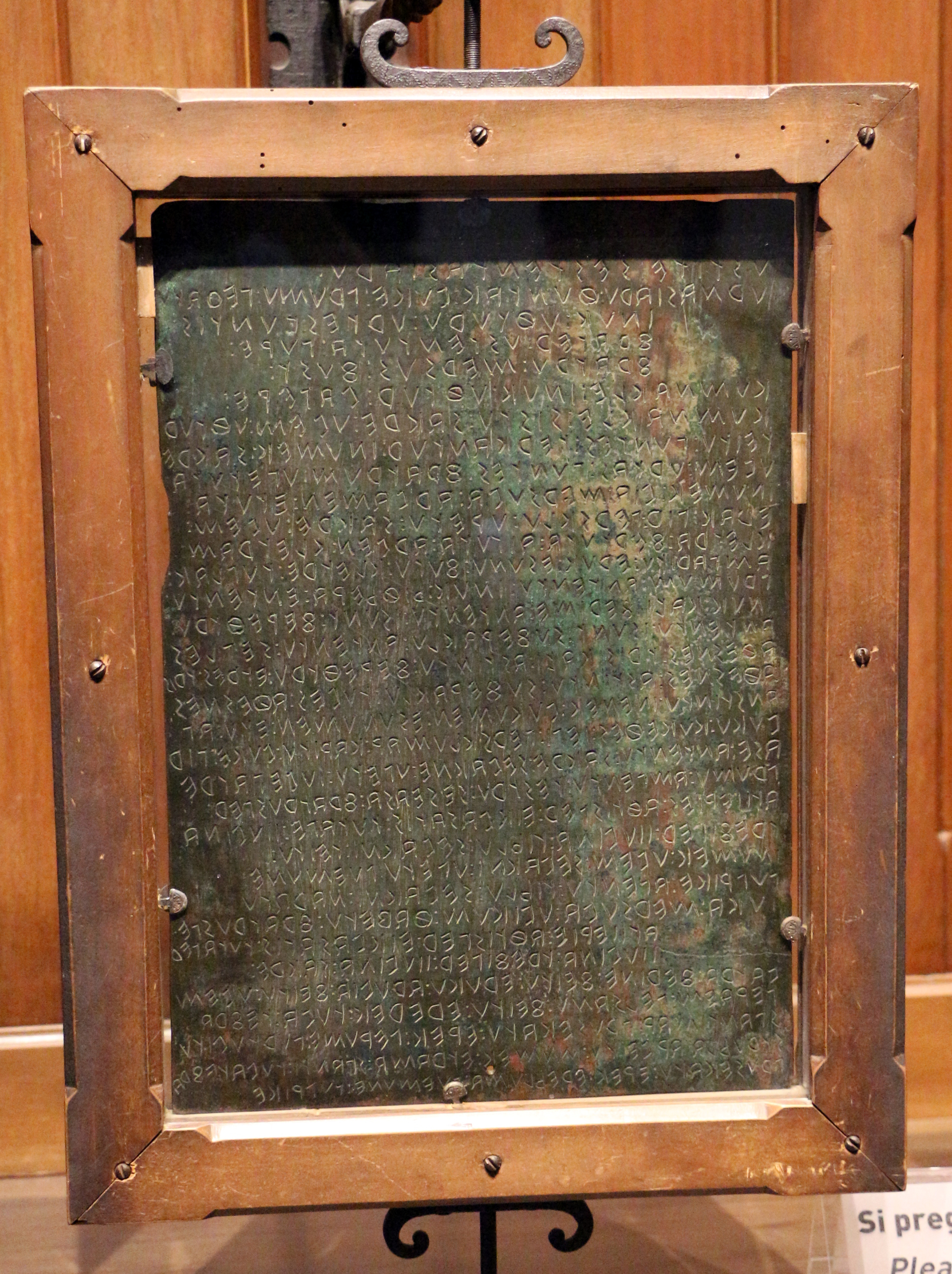
Eine der Iguvinischen Tafeln des 3. bis 1. Jahrhunderts v. Chr.

### Teil des Römerreiches, Romanisierung, Christianisierung

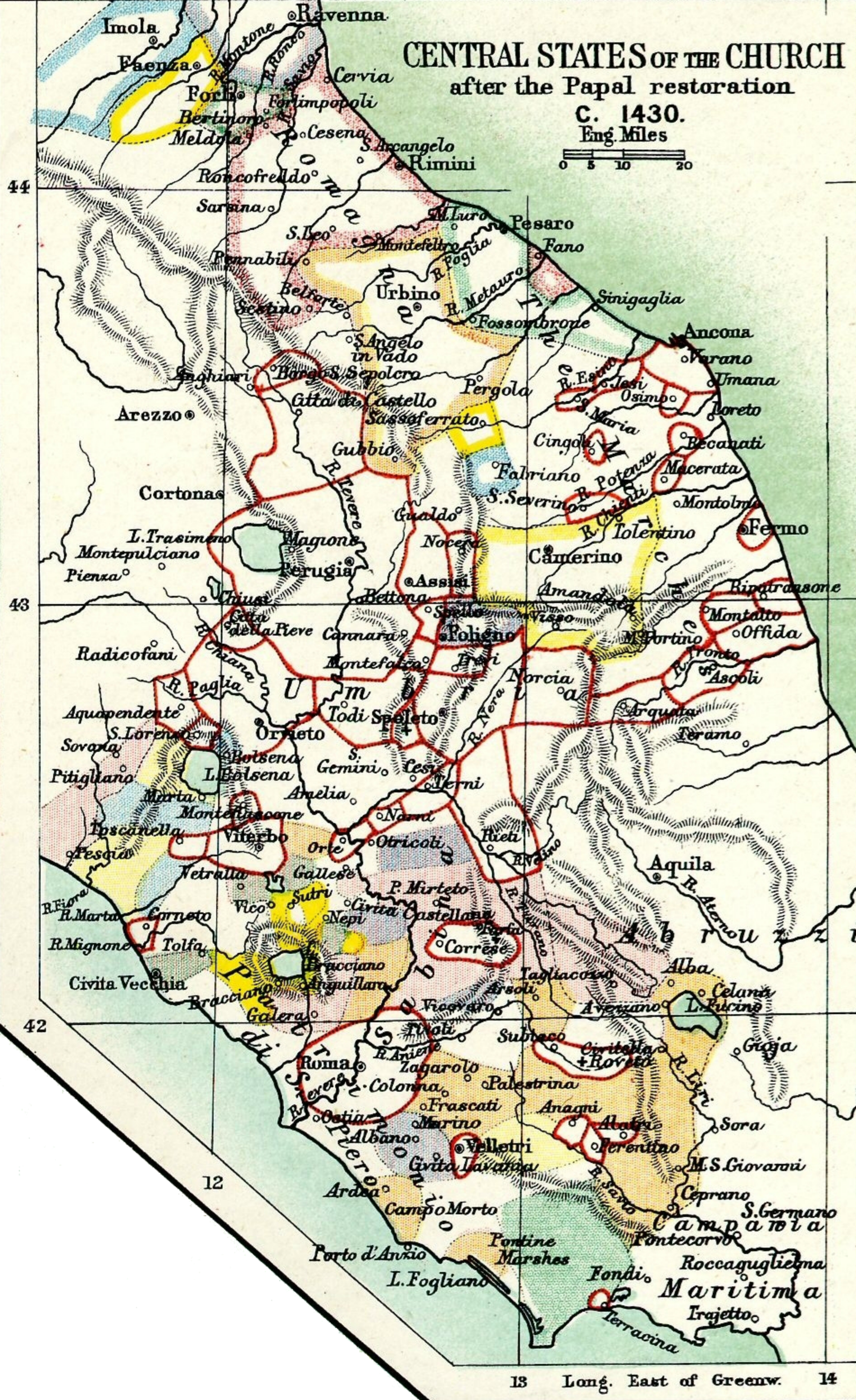
Der zentrale Kirchenstaat um 1430

Als bedeutendes Monument des Übergangs von der umbrischen zur lateinischen Schrift gelten die eine Zeit lang auch Eugubinische Tafeln genannten Iguvinischen Tafeln des 3. bis 1. Jahrhunderts v. Chr., die 1444 in Gubbio entdeckt wurden. Nach der Schlacht bei Sentino, in der die Römer die verbündeten Etrusker, Samniten und Gallier-Senonen besiegt hatten, wurde Umbrien zunehmend romanisiert. Dies spiegelt sich etwa im Verschwinden der umbrischen Sprache und Schrift, aber auch im Städte- und Straßenbau wider. Die umbrische Bevölkerung erhielt 90 v. Chr. das römische Bürgerrecht.

### Odoaker, Ostgoten, Ostrom, Langobarden, Karl der Große, Kirchenstaat
In der Schlacht von Busta Gallorum in Umbrien unterlagen die Ostgoten 552 der oströmischen Armee; ihr König Totila kam dabei ums Leben. Anschließend gehörte der Großteil Umbriens zum langobardischen Herzogtum Spoleto, ein Streifen um die Via Flaminia verblieb bei Byzanz (Exarchat Ravenna); ein kleinerer Teil im Norden gehörte zum langobardischen Herzogtum Tuszien. Die Gebiete wurden im 9. Jahrhundert von Karl dem Großen erobert und waren danach Teil des Heiligen Römischen Reiches. Die umbrischen Städte gerieten im 12. und 13. Jahrhundert zunehmend unter päpstliche Kontrolle, und seit dem 14. Jahrhundert gehörte Umbrien bis zum Risorgimento kontinuierlich zum römischen Kirchenstaat.

### Teil Italiens
Bei den Abstimmungen über die Frage nach dem Anschluss an Italien entschied sich die Bevölkerung am 4. und 5. November 1860 mit 97.040 Ja- gegen 380 Neinstimmen für den Anschluss.

## Wirtschaft
Im Jahr 2015 lag das regionale Bruttoinlandsprodukt je Einwohner, ausgedrückt in Kaufkraftstandards, bei 85 % des Durchschnitts der EU-28. Mit einem Wert von 0,889 erreicht Umbrien Platz 12 unter den 20 Regionen Italiens im Index der menschlichen Entwicklung.